# Terdeghem

Terdeghem este o comună în departamentul Nord, Franța. În 1 ianuarie 2022 avea o populație de 518 de locuitori.